# Swartzia leiocalycina
Swartzia leiocalycina är en ärtväxtart som beskrevs av George Bentham. Swartzia leiocalycina ingår i släktet Swartzia och familjen ärtväxter. Inga underarter finns listade i Catalogue of Life.